# Разработка нового продукта
Разрабо́тка но́вого проду́кта (англ. New product development, NPD) — устоявшийся термин, используемый для описания всего процесса создания и вывода нового изделия или услуги на рынок. Процесс разработки нового продукта идет по двум параллельным путям: один включает генерирование идеи, промышленный дизайн и конструирование, а другой — маркетинговое исследование и анализ.

## Типы нового продукта
Продукт может быть материальным (что-то физическое, к чему можно прикоснуться) или нематериальным (например, услуга или опыт), хотя иногда услуги и сервисы не являются «продуктами». Разработка нового продукта требует понимания потребностей и желаний клиентов, конкурентной среды и природы рынка.
Условно, все новые продукты можно разделить на несколько основных типов. Одни из них новые для рынка (напр. гибридный автомобиль на авторынке), другие новые для конкретной компании (напр. внедорожник для Пежо), а третьи — создают совершенно новые рынки (напр. электрический самокат Сегвей).
- Изменения в существующий продукт
- Коренная переработка продукта
- Расширение продуктовой линейки
- Новая продуктовая линейка
- Новое позиционирование
- Абсолютно новый продукт

## Процесс
1. Генерирование идей часто называют «размытым передним краем» (англ. fuzzy front end) процесса.
2. Отбор идей
3. Разработка и тестирование концепции
4. Экономический анализ
  - Оценка предполагаемой цены продажи на основе анализа конкуренции и мнений покупателей
  - Оценка объёмов продаж на основе измерения рынка
  - Оценка прибыльности и точки безубыточности
5. Бета-тестирование и рыночная апробация
  - Изготовление физического прототипа или макета
  - Испытание продукта в ситуации, приближенной к реальности
  - Исследование фокус групп или отзывов потребителей
  - Внесение изменений при необходимости
  - Запуск опытной партии и продажа её на тестовом рынке для проверки приемлемости продукта для покупателей
6. Техническое воплощение
7. Коммерциализация
  - Запуск продукта
  - Производство и продвижение
  - Дистрибуция

## Маркетинговые соображения
Был предложен ряд подходов к анализу и решению маркетинговых задач при разработке новых продуктов. Два из них - это восьмиэтапный процесс Питера Коэна  и процесс, известный как нечеткий интерфейс.

### Нечеткий интерфейс
Нечеткий интерфейс - это начальный период процессов разработки новых продуктов, который может быть относительно хаотичным. Его также называют «Front End of Innovation» или «Idea Management».
Именно на начальном этапе организация формулирует концепцию разрабатываемого продукта и решает, вкладывать ли ресурсы в дальнейшее развитие идеи. Это фаза между первым рассмотрением возможности и моментом ее готовности к структурированному процессу разработки (Kim and Wilemon, 2007; Koen et al., 2001) Koen et al., 2001).. Он включает в себя все действия, от поиска новых возможностей через формирование зародыша идеи до разработки точной концепции. Фаза Fuzzy Front End заканчивается, когда организация утверждает и начинает формальную разработку концепции.